# Niagara Motel
Pour plus de détails, voir Fiche technique et Distribution.
Niagara Motel, ou Motel Niagara au Québec, est un film canado-britannique réalisé par Gary Yates, sorti en 2006.

## Fiche technique
- Titre : Niagara Motel
- Titre québécois : Motel Niagara
- Budget : 8 000 000 $ CAD[1]

## Distribution
Légende : Version Française = V. F. et Version Québécoise = V. Q.
- Craig Ferguson (V. Q. : Sébastien Dhavernas) : Phillie
- Peter Keleghan (V. Q. : Daniel Picard) : Henry
- Damir Andrei (V. Q. : Denis Mercier) : Boris, le gérant du motel
- Wendy Crewson (V. Q. : Marie-Andrée Corneille) : Lily
- Anna Friel (V. Q. : Camille Cyr-Desmarais) : Denise
- Kristen Holden-Ried (V. Q. : Jean-François Beaupré) : R.J.
- Kevin Pollak (V. F. : Jacques Bouanich) : Michael
- Caroline Dhavernas (V. F. : Karine Foviau ; V. Q. : Catherine Proulx-Lemay) : Loretta
- Catherine Fitch (V. F. : Chantal Baroin ; V. Q. : Johanne Garneau) : Sophie
- Tom Barnett (V. Q. : Gilbert Lachance) : Dave
- Janet-Laine Green (V. Q. : Viviane Pacal) : Helen
- Danièle Lorain : Lucille

Liste complète de la distribution du film sur IMDB.

## Distinctions

### Nominations
- 27e cérémonie des Prix Génie 2007 : Meilleure actrice dans un second rôle pour Caroline Dhavernas